# Как заселялась Норвегия
«Как заселялась Норвегия» (др.-сканд. Hversu Noregr byggðist) — произведение исландской средневековой литературы, сохранившееся в составе «Книги с Плоского острова» и содержащее главным образом генеалогии скандинавских правителей легендарного периода. Оно рассказывает о потомках великана Форньота, праправнук которого Торри правил Готландом, Кэнландом и Финнландом. Когда дочь Торри пропала, двое её братьев, Нор и Гор, отправились на поиски. В пути они покорили всю Скандинавию и стали предками ряда династий местных конунгов, ярлов и херсиров.
Первые три главы «Саги об оркнейцах» дают несколько иную версию той же истории (этот текст иногда называют «Основание Норвегии» — «Fundinn Noregr»), рассказывая только о потомках Гора. Эти два источника отличаются от всех других скандинавских текстов, содержащих генеалогические перечни, тем, что возводят родословные своих героев не к Одину, а к великанам. При этом «Сага об оркнейцах» была написана раньше.
Начиная со второй главы все генеалогические перечни приводят к Харальду Прекрасноволосому. Автор рассказывает о происхождении Харальда от каждого из сыновей легендарного конунга Хальвдана Старого, от Альва Старого, правившего в Альвхейме, а также от Одина, от Скьёльда, от троянских царей и от Адама. Видимо, здесь его источниками были «Сага об Инглингах» и «Сага о Скьёльдунгах».
В тексте сообщается, что «эта книга» была написана при короле Олаве IV, правившем Норвегией в 1376—1387 годах. «Тогда с рождения господа нашего Иисуса Христа прошло 1387 лет».